# 알리야 몰다굴로바
알리야 누르무하멧키지 몰다굴로바(카자흐어: Әлия Нұрмұхамедқызы Молдағұлова, 1925년 10월 25일 ~ 1944년 1월 14일)는 카자흐스탄의 군인이다.

## 생애
카자흐스탄 불라크(Bulak) 마을 출신이다. 어린 시절에 부모를 잃은 뒤부터 알마티에 거주하던 삼촌 밑에서 성장했다. 1935년에는 레닌그라드에 위치한 군사학교에 입학했지만 1939년에 보육원으로 보내졌다.
제2차 세계 대전이 진행 중이던 1942년에는 리빈스크 항공학교에서 군사교육을 받았으며 나중에 소련 군대에 입대하게 된다. 1943년 5월에는 중앙 여성 저격수 학교에서 교육을 받았고 1943년 7월에는 소련 제54사격여단에 입대했다.
1944년 1월에는 노보소콜니키-드노 철도에서 독일군 병사들을 사살했지만 노보소콜니키에서 독일 군대의 기습공격을 받고 전사했다. 1944년 6월 4일에는 소련 정부로부터 소비에트 연방영웅 칭호, 레닌 훈장을 추서받았다.

## 사진

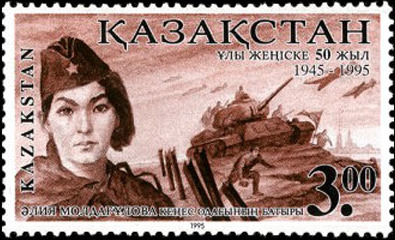
1995년 카자흐스탄에서 발행된 기념우표에 그려진 알리야 몰다굴로바

## 같이 보기
- 류드밀라 파블리첸코
- 지바 가니예바